# 貓咪事務所
《貓咪事務所》，是宮澤賢治所作的童話，在尾形龜之助所主辦的雜誌：《月曜》1926年（大正15年）3月號上刊載，是作者少數在生前發表的一則童話故事。
普遍被認為是作者起草所留下的底稿，以「初期形」收錄於「校本 宮澤賢治全集」（筑摩書房）之中。

## 故事概要
輕便鐵路的車站附近有一所貓咪經營的第六事務所，是有關貓咪歷史與地理的詢問處。那裡的事務長是一隻大黑貓，而一、二、三、四號書記分別是白貓、虎貓、三花貓，以及釜貓（在書中釜貓或是竈貓的寫法都有記載）。釜貓時常被其他三名書記欺負，但牠有事務長以及朋友的援助，支撐著牠讓牠能繼續為工作賣力。可是有一天，釜貓感冒生病而無法去事務所，三名書記卻對事務長說，釜貓丟下工作去玩樂了。事務長聽信讒言後開始討厭起釜貓，並且辭去了牠的工作。釜貓第二天回到事務所，發現自己被大家孤立後就在事務所哭了起來。接近傍晚時，有一頭獅子出現在事務長的窗口外頭，牠看了裡頭的情況半晌後破門而入，接著破口大罵命令事務所解散。就這樣第六事務所就被廢除了。故事最後以作者的旁白：「對於獅子的看法，我有一半是認同的。」做了結。

## 解說
這是一則描繪歧視與欺凌的空洞作品。故事為「負責學術與工作的事務長，在討厭釜貓書記的瞬間奪去牠在事務所的工作」所構成。宮澤賢治以「對於獅子的看法，我有一半是認同的」做結束。
另外最具特色的地方是，在草稿中有「全體同人都聽到了吧！解散吧！解散！解散！」這一段，與發表版有很大的差異。

## 漫畫版
增村博把這作品給漫畫化了。

## 事務所的原型
「貓咪事務所」的原型建築物是舊稗貫郡役所。賢治被稗貫郡役所委託地質調查，並屢次拜訪大迫町，在2007年，由花卷市所復原的花卷市大迫町的鄉公所舊址，被作為資料館而對外公開。

## 1996年日本製作的22分動畫電影「貓咪事務所」

### 聲音演出
釜貓（配音員：大谷育江）
山貓（配音員：龜井芳子）
黑貓（配音員：茶風林）
白貓（配音員：石田彰）
虎貓（配音員：櫻井敏治）
三毛貓（配音員：岡村明美）
請託貓（配音員：寶龜克壽）
旁白（配音員：龜井芳子）

### 工作人員
- 原作 - 宮澤賢治
- 導演・腳本 - 福富博
- 監修 - 原子朗
- 製作 - 角川歷彥、岡則男
- 企劃 - 石川博、橫山和夫
- 人物設計 - 本多敏行
- 作畫監督 - 德田悅郎
- 撮影監督 - 神山茂雄
- 美術監督 - 田村盛輝
- 美術設定 - 山川晃
- 色彩設定 - 山名公枝
- 色指定 - 金泉弘美
- 音響監督 - 清水勝則
- 音樂 - 菅野由弘

## 外部連結
- （日語）青空文庫：貓咪事務所 （页面存档备份，存于）
- （日語）寓言　貓咪事務所 （現代假名用法版） 宮澤賢治的童話與詩 森羅情報服務
- （日語）貓咪事務所（初期形） 宮澤賢治的童話與詩 森羅情報服務